# AD Machico
Der Associação Desportiva de Machico ist ein portugiesischer Fußballverein aus der auf Madeira gelegenen Stadt Machico.

## Geschichte
AR São Martinho gründete sich am 14. April 1969 als Fusion von Sporting de Machico und Belenenses de Machico. Der Klub spielte lange Zeit nur im regionalen Ligabereich, ehe die Mannschaft Anfang der 1980er kurzzeitig in der drittklassigen Terceira Divisão antrat. Zeitweise wieder im regionalen Ligabereich auflaufend kehrte der Klub die Drittklassigkeit zurück, die mittlerweile in der Segunda Divisão ausgetragen wurde. Die Mannschaft um João Luís Martins, Bruno Fernandes sowie den späteren Nationalspieler Costinha verpasste als Vizemeister hinter CD Beja nur knapp den Durchmarsch in die Zweitklassigkeit, nach einigen Abgängen rutschte sie in den folgenden Spielzeiten in den Abstiegskampf. Zwischenzeitlich im mittleren Tabellenbereich platziert stieg der Klub 2002 wieder ab. 2006 bis 2008 gelang nochmal die Rückkehr in die Drittklassigkeit, anschließend stieg die Mannschaft bis in den regionalen Ligabereich ab. 2022 kehrte sie in die Campeonato de Portugal als vierthöchste Spielklasse zurück.